# Рековато (Модена)
Рековато је насеље у Италији у округу Модена, региону Емилија-Ромања.
Према процени из 2011. у насељу је живело 348 становника. Насеље се налази на надморској висини од 30 м.